# Греки у Вірменії
Греки у Вірменії (вірм. Հույներ, Ґуйнерь) — одна з найбільших національних меншин Вірменії. Згідно з офіційним переписом населення, станом на 2001 рік у Вірменії проживало 1,176 греків. Греки й вірмени мають давні культурні, релігійні та політичні відносини, що беруть початок ще до античності, що збільшилися при Візантійській та Османській імперіях. Ці зв'язки зміцнюються також істотними діаспорами греків у Вірменії і вірмен у Греції.

## Історія
Більшість греків Вірменії — нащадки понтійських греків, які спочатку жили на узбережжі Чорного моря. Морські іонічні греки розкинулася на південному узбережжі Чорного моря, починаючи приблизно з 800 р. до н. е. пізніше розширившись до прибережних районів сучасної Росії, Румунії, Болгарії та України. Понтійські греки жили протягом тисяч років практично ізольовані від грецького півострова, зберігши давньогрецькі елементи та зробивши понтійських греків незрозумілими для більшості інших сучасних греків.

## Сьогодення
У сьогоднішній Вірменії кілька сіл з відносно великим відсотком греків знаходяться в регіоні уздовж північного кордону Вірменії з Грузією, в північній частині марза (області) Лорі. Найбільші грецькі громади знаходяться в Алаверді та Єревані. Також є громади в Ванадзорі, Гюмрі, Степанавані, Анкавані, Ноемберяні, Мєхмані. Сьогодні у Вірменії за офіційними даними близько 1800 греків, хоча за заявами грецької діаспори, у Вірменії проживає близько 4000 греків. Існує еміграція в інші республіки колишнього Радянського Союзу та Грецію з економічних причин.
Греки у Вірменії, як і в усьому Закавказзі, розмовляють понтійським діалектом, розширення діалекту іонійців давньогрецької мови. Певну кількість становлять мігранти з Трабзона і Карського регіону 19 — 20 століття. Всі греки Вірменії володіють вірменською та російською мовами. Грецьке населення у Вірменії сьогодні становить близько 6000 осіб, з них 300 у Нагірно-Карабаській Республіці.